# SSC-Puffer
SSC-Puffer (von engl. saline sodium citrate ‚Salzlösung Natriumcitrat‘) ist ein Puffer, der in der Biochemie zum Waschen und zur Lagerung von Nukleinsäuren verwendet wird.

## Eigenschaften
Der SSC-Puffer wird üblicherweise in einer 20-fach konzentrierten Stammlösung angesetzt und besteht dann aus 3 M Natriumchlorid und 300 mM Trinatriumcitrat. Der pH-Wert wird mit Salzsäure auf 7,0 eingestellt. Er wird unter anderem beim Southern Blot, bei der In-situ-Hybridisierung, beim DNA-Microarray oder beim Northern Blot verwendet. Der ebenfalls verwendete Hybridisierungspuffer wird aus dem SSC-Puffer und der Denhardt-Lösung angesetzt.